# Xã Ensign, Michigan
Xã Ensign (tiếng Anh: Ensign Township) là một xã thuộc quận Delta, tiểu bang Michigan, Hoa Kỳ. Năm 2010, dân số của xã này là 748 người.